# 天主教科皮亞波教區
天主教科皮亞波教區（拉丁語：Dioecesis Copiapoënsis）是智利一個羅馬天主教教區，屬拉塞雷納總教區。
自治傳教團於1946年11月9日成立，1955年4月21日升為自治監督區，1957年10月31日升為教區。教區管轄阿塔卡马大区，2006年時有193,524名教友（佔教區總人口76.1%）、34名司鐸和21個堂區。現任教區主教為利則·巴西略·莫拉萊斯-加林多，榮休主教為嘉斯巴·方濟各·金塔納-霍爾克拉。